# Blankvattentjärnen, Dalarna
Blankvattentjärnen är en sjö i Älvdalens kommun i Dalarna och ingår i Dalälvens huvudavrinningsområde.